# Borg-Warner 35 Automatikgetriebe
Für leichte Personenkraftwagen produzierte die Borg-Warner Corporation ab den 1960er- bis in die 1980er-Jahre das vollautomatische Dreigang-Getriebe mit Drehmomentwandler vom Typ M35 oder 35 (oft abgekürzt BW-35) mit den späteren Varianten BW-36 und BW-37.

## Entwicklung
Das Getriebe wurde in den USA in den 1950er Jahren speziell für Motoren mit weniger als 200 Kubikzoll Hubraum entwickelt und dort ursprünglich hauptsächlich von der American Motors Corporation (AMC, im Rambler) und von Studebaker verwendet. 
Die Vorgänger, wie die damaligen Getriebeautomaten, waren sehr ineffizient und erforderten größere Motoren, die häufig eine höhere Verdichtung hatten und leistungsstärker waren als Varianten mit manuellem Schaltgetriebe. Zur Verbesserung des Kraftstoffverbrauchs bei kleineren Motoren wurden üblicherweise niedrigere Untersetzungsverhältnisse gewählt. Automatikgetriebe, wie sie in den späten 50er und frühen 60er Jahren bei den kleinen 6-Zylinder-Motoren in den USA im Einsatz waren, wurden zudem durch schwere Bauteile unwirtschaftlich. So entstand der Bedarf nach der Entwicklung eines leichteren Automatikgetriebes.
Das im Herbst 1961 vorgestellte BW-35 war das erste Getriebe von Borg-Warner mit Aluminiumgehäuse und war effizienter als seine Vorgänger. Dies machte es zur natürlichen Wahl für europäische Autos, die regelmäßig viel kleinere Motoren hatten als amerikanische Autos dieser Ära. Die Produktion wurde Anfang der 1960er-Jahre im Borg-Warner-Getriebewerk in Letchworth in Großbritannien aufgenommen. So wurde es den Automobilherstellern in Europa angeboten und war dort weit verbreitet.
Die „3“ im Typennamen bezieht sich auf die Getriebebaureihe. Bei den 30er- und den später daraus entwickelten 40er-, 50er- und 60er-Serien handelt es sich um Getriebe mit Aluminiumgehäuse. Mit steigender Seriennummer wächst üblicherweise die Stärke des Getriebes. Die früheren Getriebe aus Gusseisen mit den Bezeichnungen M-8 und M-10ff sind stärker als die Aluminiummodelle, wobei die M-60er-Typen so viel vertragen wie die der M-10er-Serie. Die zweite Zahl bezeichnet eine bestimmte Variation und weist in der Regel auf eine höhere Belastbarkeit mit Motordrehmoment hin, also auf eine Eignung für kräftigere Motoren hin. 
1965 wurde das BW-36 eingeführt, das anders als das BW-35 für einen externen Getriebeölkühler vorbereitet war. Das M-35-Gehäuse war luftgekühlt und hätte für einen externen Kühler aufgebohrt werden müssen. So verwendete kein US-Modell einen externen Kühler. Ein externer Ölkühler machte es für schwerere Fahrzeuge und / oder das Schleppen schwererer Lasten geeignet. 
1967 wurde das BW-37 erstmals im Werkstatthandbuch von AMC erwähnt. Dort wurde es in größeren Fahrzeugen hinter dem Motortyp 232 eingesetzt, der ein höheres Drehmoment hatte. Ab 1967 gab es bei AMC das BW-36 mit dem 199-Motor.

## Funktion
Wenn das Getriebe des stillstehenden Fahrzeugs in den Fahrmodus versetzt wird, ermöglicht das Getriebe, dass das Fahrzeug im ersten Gang losfährt und dann mit Erhöhung der Fahrgeschwindigkeit abhängig von Last und Gaspedalstellung in den zweiten und dann in den dritten Gang wechselt. Ebenfalls abhängig von Last und Fahrgeschwindigkeit schaltet es vom dritten auf den zweiten und vom zweiten auf den ersten Rang zurück. Durch beherztes Niedertreten des Gaspedals, den sogenannten Kick-down, können diese Gangwechsel in Erwartung eines Überholvorgangs oder eines Geländeanstiegs erzwungen werden. 
Das BW-35 hat drei Vorwärtsgänge und einen Rückwärtsgang. Das Schaltschema und dementsprechend der Wählhebel variiert je nach Baujahr und Fahrzeugmodell. Frühe Modelle haben ein Schaltschema mit den sechs Stellungen des Wählhebels P-R-N-D2-D1-L für Parken, Rückwärts, Leerlauf, Fahrposition 1 (D für Drive), Fahrposition 2 und Bergfahrt (L für Lock-up). In der Stellung D2 fährt das Fahrzeug im zweiten Gang los. Dies dient der Wirtschaftlichkeit in relativ flachem Gelände und ist nützlich auf rutschigem Untergrund wie Schlamm, Schnee oder Eis. In der Stellung D1 schaltet das Getriebe durch alle drei Vorwärtsgänge. Durch Auswahl von „L“ kann das Getriebe gesperrt werden, um das Schalten nach oben zu verhindern. Aus dem 1. Gang wird über den Motor maximal, aus dem 2. Gang moderat gebremst, wobei automatisch in den 1. Gang geschaltet wird, wenn die Fahrzeuggeschwindigkeit unter 8 km/h fällt. Viele Nutzer nahmen an, dass sie ein Zweigang-Getriebe hatten, weil sie erwarteten, dass der von „N“ aus erste anwählbare Fahrmodus D2 wie bei den damals üblichen Automatikgetrieben alle verfügbaren Gänge durchschaltete. Ab 1965 gab es dann das allgemein übliche PRND-2-1-Schaltschema. AMC nannte dies „Shift-Command“ zur Unterscheidung von den D2/D1-Modellen, da beide von 1965 bis 1967 im Rambler American bestellbar waren.
Das Getriebe besteht aus einem hydraulischen Drehmomentwandler und einem Planetengetriebe mit zwei Sonnenrädern, zwei Planetenrädern, einem Planetenradträger und einem Kronenrad. Die verschiedenen Übersetzungen werden durch das Einrücken hydraulisch betätigter Mehrscheibenkupplungen und Bremsbänder erzielt.
Der Drehmomentwandler treibt Hydraulikflüssigkeit an. Wenn sich die Zahnräder schneller oder langsamer bewegen, nimmt der Druck der Flüssigkeit zu oder ab. Das mechanische Schalten der Gänge wird durch das Erhöhen oder Verringern des Drucks ausgelöst. Es gibt keine elektronischen Sensoren oder Schalter wie in modernen Getrieben. Im Steuerventilgehäuse befindet sich ein Drosselventil, das über ein Kabel mit dem Drosselgestänge verbunden ist. Dies reguliert den Innendruck durch die Drosselklappenstellung. Eine sekundäre Funktion dieses Kabels ist das Herunterschalten in einen niedrigeren Gang, wenn sich das Drosselventil in der Vollstopp-Position befindet (das Gaspedal voll durchgetreten ist) und die Fahrgeschwindigkeit unter einem durch die Mechanik geregelten Sollwert liegt. Das hydraulische Steuersystem besteht aus einer Ventilanordnung und einer motorgetriebenen Pumpe. Das Automatikgetriebe enthält einen Planetengetriebe-Satz bestehend aus zwei Sonnenrädern, zwei Sätzen mit drei Planetenritzeln in einem Planetenträger und einem Hohlrad. Verschiedene Geschwindigkeitsverhältnisse werden erhalten, indem verschiedene Kombinationen von Elementen des Planetenzugs gehalten oder gekuppelt werden. Dies übernehmen zwei Bänder, zwei Lamellenkupplungen und eine Einwegkupplung.
Das Borg-Warner 35 wurde für die Verwendung mit Automatikgetriebeölen (ATF) des Typs F entwickelt, das heute weit weniger verbreitet ist als der Mercon / Dexron-Typ.

## Einsatz

### AMC
zusammen mit den 6-Zylinder-Motoren 195.6, 199 und 232.
- Ambassador 1965–1969, hinter dem Motor 232  BW-36, ab 1967 BW-37
- American 1963–1968
- Rambler 1969
- Rogue 1967–1969
- Classic 1963–1966
- Rebel 1967–1969
- Marlin 1965–1967
- Javelin 1968–1969

### Austin
- FX4 – FL2 (ADO 6)
- Westminster (ADO 10)
- 1800 – 2200 (ADO 17) – transverse installation using a Morse Hy-Vo chain to transmit the drive
- 3-Litre (ADO 61)
- 18–22 (ADO 71)
- Ambassador (LM19)

### Citroën
- Citroën DS
- Citroën SM

### Daimler
- Daimler 250 V8

### Datsun
- 1967 Datsun RL411 SSS (SuperSportSedan) and 1600 ('Bluebird'); (same engine as the SR311 'Fairlady' roadsters).
- Datsun PL510 – Optional für Limousinen und Wagen.

### Jaguar
- XJ6 Series 1,2 & 3. mit 2.8 und 4.2er Motor
- Mark 2
- Jaguar S-Type (1963)
- Jaguar E-Type

### MG
- MGB Mk II
- MGB GT
- MGC
- MGC GT

### Morris
- Marina (ADO 28)
- 1800 – 2200 (ADO 71)

### Reliant
Verwendet in der Reliant Scimitar GTE SE5 mit dem Essex V6

### The Rootes Group (Großbritannien) (später Chrysler UK)
- Hillman Minx, Super Minx, Hunter, Minx (Arrow range 1725cc only)
- Humber Hawk, Super Snipe, Imperial, Sceptre, Arrow range Sceptre
- Singer Gazelle, Vogue, Vogue (Arrow range), Gazelle (Arrow range 1725 cc only)
- Sunbeam Alpine, Rapier, Rapier (Arrow range), Alpine (Arrow range), Vogue (Arrow range)
- Hillman Avenger & Plymouth Cricket 1250, 1300, 1500 & 1600

Mitte der 1970er Jahre wechselten die Arrow und Avenger-Baureihen zu einem 4-Gang-Getriebe vom Typ BW 45.

### The Rover Corporation, später British Leyland UK Limited
- 3 Litre – 3.5 Liter (P5)
- 2000 – 3500 (P6)

### Saab (Schweden)
Zwischen 1970 und 1993 wurden in den Modellen 99 und 900 Getriebe vom Typ BW-35/37 eingesetzt.

### Triumph
- 2000 – 2500
- Stag

### Vanden Plas
- Princess 3-Litre (ADO 37)

### Volvo
Zwischen 1964 und 1976 wurden BW-35-Getriebe in den Modellen 120/130/220, 1800, 140, 160 und 240 eingesetzt.
- 1. Gang: 2,393:1
- 2. Gang: 1,450:1
- 3. Gang: 1,000:1
- Rückwärtsgang: 2,094:1

### Ford UK und Ford Australien
- Ford Escort Mk1
- Capri Mk1
- Cortina Mk1, Mk2 & erste Serien Mk3 (spätere Serien des Ford C3)
- Corsair V4

Escort- und Cortina-Übersetzungsverhältnisse sind wie folgt:
- 1. Gang: 2.393:1
- 2. Gang: 1.450:1
- 3. Gang: 1.000:1
- Rückwärtsgang: 2.094:1

### Ford (Australien)
Frühe automatische-schaltende Ford Falcons verwendeten die Zwei-Gang Fordomatic von 1960 bis 1965. Diese wurde dann mit einer modifizierten Form des Borg-Warner 35 (zunächst als „Fordomatic 3S“, dann „Fordomatic“ / Cruise-o-matic) und schließlich „Cruisomatic“ zusammen mit dem C-4 ergänzt und FMX automatics, woraufhin die Namen mit dem XC-Falcon-Update verworfen wurden), das bis 1988 auf Sechszylinder-Falcons verwendet wurde. Die Übersetzungsverhältnisse der Ford Falcon XD-Spezifikationen (3,3 und 4,1 Liter Sechs; Borg-Warner 35-3) sind für alle typisch und lauten wie folgt:
- 1. Gang: 2,39:1
- 2. Gang: 1,45:1
- 3. Gang: 1,00:1
- Rückwärtsgang: 2,09:1

Der 4,1-Liter-Six (als optionales Getriebe) und der 4,9-Liter-V8 verwendeten den Ford C4-3. Die Übersetzungsverhältnisse der Ford Falcon XD-Spezifikationen sind für alle typisch und lauten wie folgt:
- 1. Gang: 2,46:1
- 2. Gang: 1,46:1
- 3. Gang: 1,00:1
- Rückwärtsgang: 2,20:1

Der 5,8 Liter V8 wurde mit dem Ford FMX-3 ausgestattet. Das war ein weiterentwickelter Dreigang Ford-O-Matic (entworfen von Borg Warner Corporation) über „MX“ und „FX“ (Cruise-O-Matic) Übertragungen werden FMX im Jahr 1968. Die Übersetzungsverhältnisse der Ford Falcon XD-Spezifikationen sind für alle typisch und lauten wie folgt:
- 1. Gang: 2,40:1
- 2. Gang: 1,47:1
- 3. Gang: 1,00:1
- Rückwärtsgang: 2,00:1

### Chrysler (Australien)
Von 1967 bis 1981 wurde das Borg-Warner 35-Getriebe auch bei den australischen 6-Zylinder-Chryslern, Valiants, Chargers und Centuras eingesetzt. Der Spezifikationswechsel vom Torqueflite-Automatikgetriebe zur Borg-Warner 35 erfolgte aufgrund eines Bedarfs an mehr lokalen Inhalten. Das Borg-Warner 35-Getriebe wurde hinter den Hemi 6-Motoren eingesetzt. Spätere Serienmodelle haben die Borg-Warner-Einheiten der 40- und 50-Serie laufend umgestellt und fallen wie Ford Australia in die Produktzulieferer.